# Yorkton
Yorkton è una città del Canada, situata nella provincia del Saskatchewan. 
È situata a circa 100 km a nord-est di Regina, vicino al confine con il Manitoba.